# Xavier Trias
Xavier Trias Vidal de Llobatera (Barcelona, 5 de agosto de 1946) es un político y médico español, alcalde de Barcelona entre 2011 y 2015. Entre otras responsabilidades en la Generalidad de Cataluña, desempeñó el cargo de consejero de Sanidad y de la Presidencia durante los gobiernos de Jordi Pujol. Fue militante de CDC desde 1979 hasta su disolución en la práctica en 2016, y del PDeCAT desde 2016 hasta 2022. Desde 2023, forma parte de Junts.

## Biografía
Es el segundo hijo de una familia de doce hermanos. Su padre, Joan Trias Bertrán, tenía un laboratorio farmacéutico en Italia, motivo por el que viajaba mucho a ese país, lo que hizo que toda la familia se interesase por la música y la cultura italianas. Durante la guerra civil española, cuando los republicanos mataron a su hermano, Joan Trias logró escapar a Andorra, pasó a la zona sublevada e hizo la guerra en el bando franquista. Estudió en los jesuitas de Sarriá.
Su madre, Maria Vidal de Llobatera y Bassols, era hija del político catalanista Pelayo Vidal de Llobatera y Lliurella, quien había sido miembro de la Liga Regionalista y después uno de los fundadores de Acció Catalana. Pelayo Vidal de Llobatera era sobrino nieto del destacado político carlista Juan Vidal de Llobatera e Iglesias. Está casado y tiene cuatro hijos.
Licenciado en Medicina y Cirugía por la Universidad de Barcelona en 1970, se especializó en pediatría. Durante los años 1971 al 1973 completó su formación de posgrado en Génova (Italia) y Berna (Suiza).
En marzo de 2020 fue ingresado en el Hospital Clínico y Provincial de Barcelona por COVID-19.

### Trayectoria profesional
Trabajó en Berna (Suiza), donde trabajó durante un año y medio en la investigación de enfermedades metabólicas, su diagnóstico y tratamiento. De 1974 a 1981 ejerció de médico pediatra en la sección infantil del Hospital Universitario Valle de Hebrón. Entre 1979 y 1981 fue vocal nacional de hospitales en el Consejo General de Médicos de España, y también vocal de hospitales en la Junta del Colegio Oficial de Médicos de Barcelona.
En 1981 entró a trabajar en el Departamento de Sanidad y Seguridad Social de la Generalidad de Cataluña, que por aquel entonces encabezaba el consejero Josep Laporte, a quien Trias considera su padre político, como jefe de servicio de Asistencia Hospitalaria. En septiembre de 1983 asumió la titularidad de la Dirección General de Ordenación y Planificación Sanitaria.

## Vida política
En julio de 1984 fue nombrado director general del Instituto Catalán de la Salud (ICS), cargo que ocupó hasta su nombramiento como consejero de Sanidad del gobierno de la Generalidad, en julio de 1988, precisamente en sustitución de Josep Laporte.
El 12 de enero de 1996 es nombrado consejero de presidencia del gobierno de la Generalidad, momento en el que empieza a trabajar codo con codo con el entonces presidente, Jordi Pujol en tanto que número dos y portavoz del Gobierno. De esta época destaca la gestión de Trias en la creación del Consell de l'Audiovisual de Catalunya (CAC) o la mejora del régimen laboral de los funcionarios de la Generalidad, avanzando en la conciliación con la vida familiar, entre otras iniciativas.
El mes de marzo del año 2000 encabezó la candidatura de Convergència i Unió (CiU) a las elecciones al Congreso de los Diputados, siendo presidente y portavoz del grupo parlamentario Catalán en el Congreso de los Diputados y presidente de la Comisión de Ciencia y Tecnología. A pesar de la mayoría absoluta del Partido Popular, Trias fue uno de los negociadores del actual sistema de financiación de la Generalidad de Cataluña.
El 17 de mayo de 2002 fue proclamado candidato de CiU al Ayuntamiento de Barcelona, y desde el 14 de junio de 2003 fue concejal de CiU en el ayuntamiento de Barcelona y presidente del Grupo Municipal de CiU de la ciudad de Barcelona.

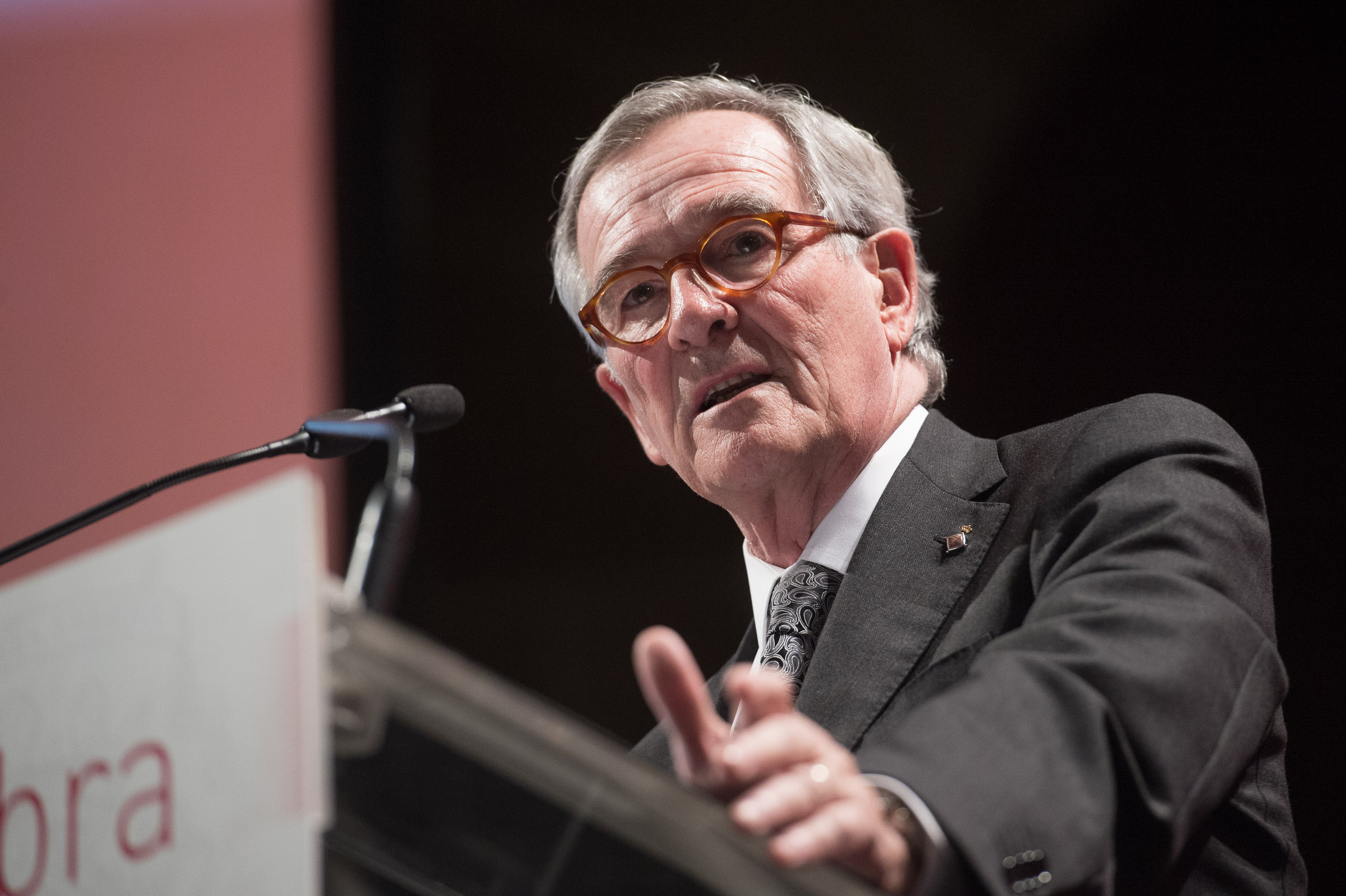
Trias en febrero de 2015.

En 2007 se presenta de nuevo a las elecciones municipales del 27 de mayo, con la ambición de convertirse en el nuevo alcalde de Barcelona sin lograrlo. 
En 2011 vuelve a postularse por tercera vez para alcalde de Barcelona, siendo el día 2 de julio investido como alcalde de la ciudad. De este cargo fue desalojado por Ada Colau (Barcelona en Comú), que encabezó la lista más votada en las elecciones municipales de mayo de 2015. 
Fue el secretario general adjunto de la federación de Convergència i Unió, en una dirección donde Jordi Pujol era el presidente Fundador, Artur Mas el presidente, y Josep Antoni Duran i Lleida fue el secretario general. Y desde 2011 también formó parte del consejo del Área Metropolitana de Barcelona (AMB).
En septiembre de 2022 anunció que mantenía su militancia en Junts per Catalunya y se daba de baja como asociado del Partido Demócrata, partido al que pertenecía desde 2016.
Se presentó con el partido Junts per Catalunya en las elecciones municipales del 28 de mayo de 2023 bajo el nombre de Trias per Barcelona. Esta investidura fue, nuevamente, infructuosa, pues el candidato del PSC, Jaume Collboni, resultó ser el candidato con más apoyo y, por tanto, se convirtió en el nuevo alcalde de Barcelona. Tras esta derrota, Xavier Trias toma la decisión de abandonar la política en julio de 2024.

## Dinero en Suiza
El 27 de octubre de 2014, pocos días antes de la celebración de la Consulta del 9-N, el diario El Mundo, citando fuentes de las Fuerzas y Cuerpos de Seguridad del Estado y fuentes financieras de Andorra, publicaba que el alcalde de Barcelona, el convergente Xavier Trias, tenía dinero en el extranjero. El diario aseguraba que Trias habría transferido un total de 12,9 millones de euros de la UBS al Principado de Andorra el 13 de febrero de 2013, coincidiendo con la primera investigación judicial en la Audiencia Nacional sobre el llamado caso Pujol. La información indicaba que según las fuentes policiales el origen del dinero «podría ser el cobro de comisiones». La información fue negada rotundamente por el alcalde Trias, anunciado que se querellaría contra el diario.
El 31 de octubre, sólo cuatro días después de la publicación de la noticia por El Mundo, el alcalde Trias mostró un certificado del banco suizo en el que se decía que él no tenía ni había tenido nunca una cuenta en la entidad, desmintiendo así la información publicada por el diario. A continuación Trias exigió la dimisión del ministro del Interior Jorge Fernández Díaz, por promover que El Mundo publicase «informaciones falsas». Un mes después la Fiscalía Anticorrupción archivaba la causa contra Trias al no haber encontrado ninguna prueba de la existencia del dinero en el extranjero.
Sin embargo, en noviembre de 2017 se produjo la filtración de los Paradise Papers, una lista de evasores fiscales con las correspondientes pruebas documentales, y entre los implicados apareció el nombre de Xavier Trias, que tuvo que reconocer que miembros de su familia habían tenido dinero en Suiza. Trias afirmó no ser conocedor de estos hechos, ya que el trust familiar era administrado por sus padres. A pesar de figurar como beneficiario, junto a once hermanos y un sobrino, declaró no haber recibido el dinero, que fue heredado por su hermano.

## Premios y reconocimientos
- 2025: Medalla de Oro del Ayuntamiento de Barcelona.[18]